# Standbeeld van don Juan van Oostenrijk

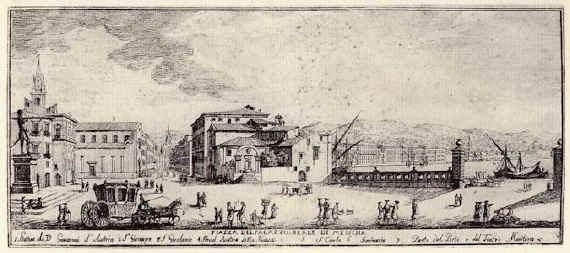
Oorspronkelijke opstelling (links) aan het koninklijk paleis en de haven van Messina (rechts)

Het Standbeeld van don Juan van Oostenrijk staat in Messina, een havenstad op het Italiaanse eiland Sicilië. Het plein is de Piazza dei Catalani. Het beeld dateert van 1572, een jaar na de overwinning in de Zeeslag bij Lepanto (1571). Don Juan van Oostenrijk leidde de vloot van Spanjaarden en de Heilige Liga naar de overwinning op het Ottomaanse Rijk. De zeeslag was een zwaar treffen tussen christelijke en islamitische legers. 
Later werd don Juan landvoogd der Spaanse Nederlanden. In de 16e eeuw behoorde het koninkrijk Sicilië eveneens tot het Spaanse Rijk.

## Beschrijving
Het bronzen beeld staat bovenop een sokkel gemaakt uit marmer. 
De sokkel is versierd met het Gulden Vlies, harnassen, een scepter en arabesken. Elk van de vier zijden van de sokkel is beslagen met een koperen plaat. De voorste plaat geeft enkele getallen aan zoals de aantallen schepen en data alsook de namen van de senatoren die het beeld besteld hebben. De andere drie koperen platen zijn niet echt een bas-reliëf want de vormen werden niet gegoten maar met een hamer licht uitgeklopt. De plaat rechts geeft de opstelling van de vloten aan voor het treffen; de Golf van Korinthe is te herkennen. De achterste plaat beeldt het strijdgewoel uit; enkele Ottomaanse schepen vluchtten al weg. De plaat links in de sokkel geeft weer hoe de zegevierende vloot van don Juan weerkeert naar Messina, beladen met buit; bovenaan de uitbeelding is het stadsplan van het 16e-eeuwse Messina uitgewerkt.
Het bronzen beeld toont een triomferende don Juan. Hij draagt een harnas met het ereteken van de Orde van het Gulden Vlies. In zijn rechterhand houdt hij een staf vast van opperbevelhebber. De staf bestaat uit drie stuks wat de Heilige Liga uitbeeldt. Onder zijn linker voet ligt het afgehakte hoofd van Müezzinzade Ali Pasja, de gesneuvelde opperbevelhebber van de Ottomaanse vloot.

## Historiek
De senaat van Messina bestelde het standbeeld als huldiging aan don Juan, want de overwinning bracht de stad commercieel voordeel. De uitvoering was het werk van Andrea Calamech, een beeldhouwer-architect uit Florence.
Aanvankelijk stond het beeld opgesteld voor het koninklijk paleis op het Piazza del Palazzo Reale. Tijdens de anti-Spaanse opstand in Messina in de jaren 1674-1678 heeft een Spaanse kanonbal het beeld beschadigd. Het werd hersteld.
Door de aardbeving van 1783 werd het standbeeld deels verwoest. Na herstel werd het geplaatst naast de kerk Chiesa della Santissima Annunziata dei Teatini, aan de Corso Cavour. Het beeld doorstond redelijk de aardbeving in 1908, waarna het verhuisd werd naar de Piazza dei Catalani (1928).

## Kopie
In 1978 werd een kopie van het standbeeld opgericht in Regensburg, Duitsland. Regensburg is de geboortestad van don Juan van Oostenrijk.

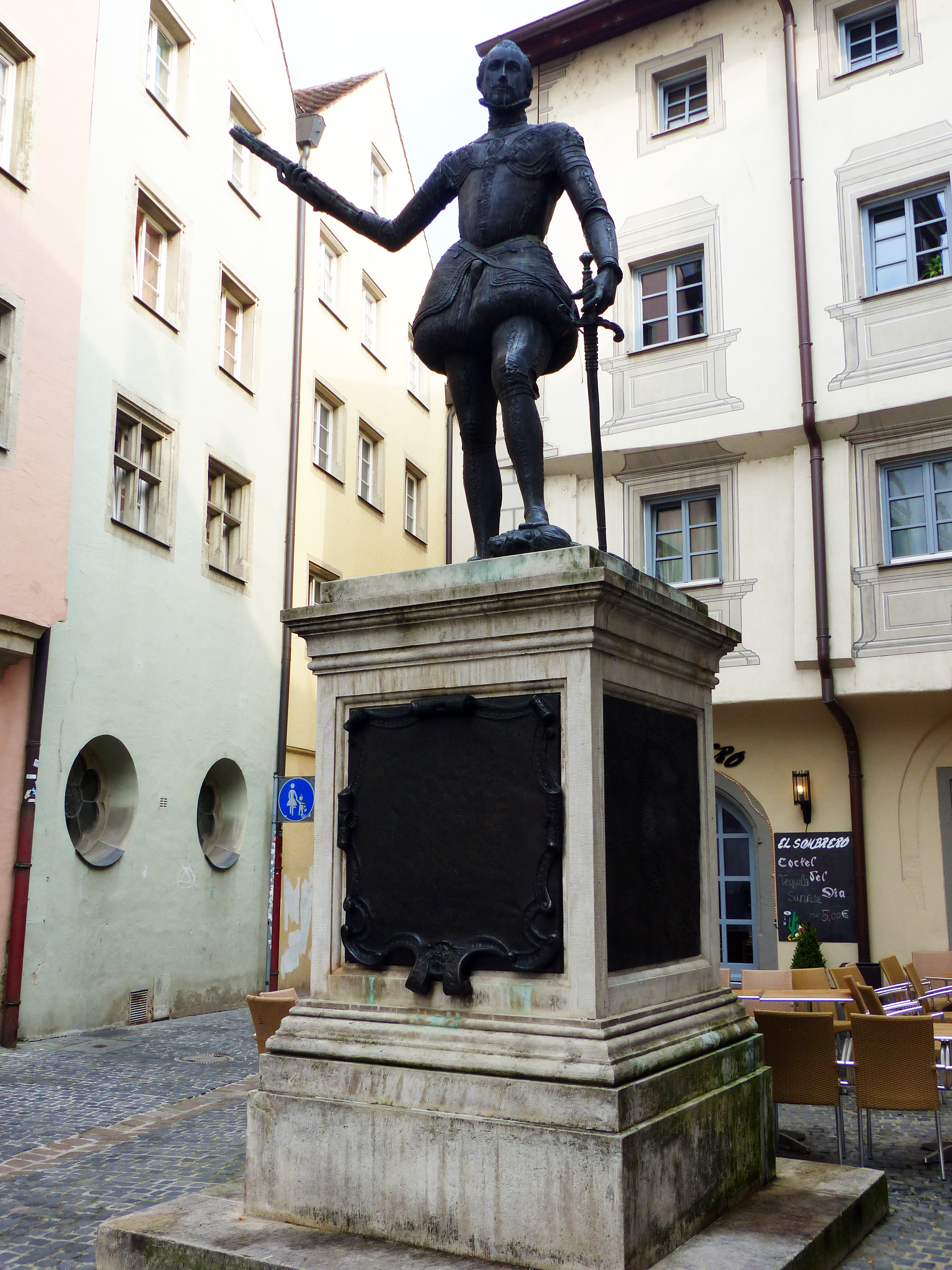
Kopie in Regensburg